# Haven van Singapore
De Haven van Singapore (Engels: Port of Singapore) is na de haven van Ningbo-Zhoushan en de haven van Shanghai de grootste haven ter wereld, qua totaal verhandeld tonnage, of aantal containers. In 2020 werd er 591 miljoen ton aan lading overgeslagen en 37 miljoen TEU containers. De haven bestaat uit meerdere gescheiden onderdelen die over Singapore verspreid liggen: Brani, Keppel, Pasir Panjang, Tanjong Pagar en Jurong Port.
Vanuit de haven van Singapore vertrekken schepen naar meer dan 600 havens in 123 landen op zes continenten. De havenactiviteit is goed voor 7% van het bruto binnenlands product van Singapore.
De grootste havenoperator is PSA (Port of Singapore Authority), waarvan de operationele taken in 1997 geprivatiseerd werden en uitgevoerd door PSA International Corporation Limited. PSA beschikt over 52 aanlegplaatsen in Singapore. PSA International is intussen ook actief in 27 andere havens. De tweede grootste operator, werkend in een aparte haven en meer gespecialiseerd in traditionele lading zoals stukgoed, is Jurong Port Pte Ltd.

## Geschiedenis
In 1819 vestigde Thomas Stamford Raffles voor Groot-Brittannië een nieuwe nederzetting op Singapore. Hij was aangetrokken door de diepe en beschutte wateren tussen de eilanden en langs de Singapore River. Het duurde tot 1824 voordat definitief duidelijk werd dat het eiland tot Groot-Brittannië behoorde. De Nederlanders hadden ook een claim, maar het verdrag van Londen van maart 1824 regelde deze kwestie in het voordeel van de Britten.
Het was bestemd als handelspost voor de Britse Oost-Indische Compagnie. De rivier en aanvaarroutes werden in kaart gebracht en in 1820 werd de eerste zeekaart gepubliceerd. In 1840 verscheen de eerste Admiraltykaart waardoor het scheepvaartverkeer langs Singapore van de Indische Oceaan naar de Zuid-Chinese Zee sterk in belang toenam. In 1851 werd de eerste vuurtoren opgericht, vernoemd naar James Horsburgh, een hydrograaf in dienst van de Britse Oost-Indische Compagnie.
De eerste kaden en loodsen werden gebouwd langs de oevers van de rivier. De Chinezen namen de plekken in het dichtst bij de zee want zij deden veel zaken met Zuidoost-Aziatische handelaren. De Britse handelaren, die afhankelijk waren van de jaarlijkse komst van handel uit India, vestigden zich meer stroomopwaarts. Singapore speelde destijds een rol in drie handelsnetwerken: het Chinese netwerk, dat Zuidoost-Azië verbond met de Zuid-Chinese havens in de provincies Fujian en Guangdong; het Zuidoost-Aziatische netwerk met de eilanden van de Indonesische archipel en een netwerk met de markten van Europa en langs de kust van de Indische Oceaan.
Singapore was een belangrijke aanloophaven voor zeil- en stoomschepen. Door de opkomst van stoomschepen werd de behoefte aan steenkool groter en Singapore werd vanaf 1840 een belangrijk bunkerstation. De haven is nog steeds van groot belang voor de brandstofvoorziening van de scheepvaart al is steenkool vervangen door bunkerolie. Door de grotere schepen en het toegenomen activiteiten raakten de oevers van de rivier bezet en werd de haven uitgebreid langs de kust van Keppel Harbour in westelijke richting. Omstreeks de opening van het Suezkanaal in 1869 was Singapore al uitgegroeid tot een belangrijke internationale havenstad. De rivier bleef tot de jaren zeventig van de 20e eeuw onderdeel uitmaken van de haven, maar is sindsdien veranderd in stedelijk gebied. 
In 1866 werd de Tanjong Pagar Dock Co opgericht. Het had een bescheiden begin, maar breidde de activiteiten fors uit ook door middel van overnames. Rond 1899 had het bedrijf nagenoeg een monopoliepositie in de haven. De overheid vond deze ontwikkeling ongewenst en in 1905 werd de zaak genationaliseerd en de activiteiten ondergebracht bij de Singapore Harbour Board (SHB). De groei ging onverminderd door, er kwamen meer ligplaatsen, kademuren, loodsen en kranen en in 1932 was de haven 36,5 vierkante mijl (95 km²) groot. Tijdens de Tweede Wereldoorlog raakten de haveninstallaties zwaar beschadigd en scheepswrakken blokkeerden de vaarroutes en de aanlegplaatsen. In 1946 vertrokken de militairen en begon de SHB met de herstelwerkzaamheden. Op 1 april 1964 nam de Port of Singapore Authority (PSA) alle werkzaamheden over van de Singapore Harbour Board.
In 1966 viel het besluit een containerterminal aan te leggen. De Wereldbank verstrekte een lening en op 23 juni 1972 werd de eerste kade van de Tanjong Page containerterminal in bedrijf gesteld. Korte tijd later arriveerde het eerste containerschip, de MV Nihon met 300 containers uit Rotterdam. In 1982 werden al 1 miljoen TEU overgeslagen in de haven van Singapore. In de jaren 80 werd een tweede terminal (Keppel) geopend en de derde terminal (Brani) volgde in de begin jaren 90. In 1990 werden 5,4 miljoen TEU's overgeslagen waarmee Singapore de grootste containerhaven ter wereld was geworden. In het jaar 2000 was het containeroverslag gestegen van 17 miljoen stuks.

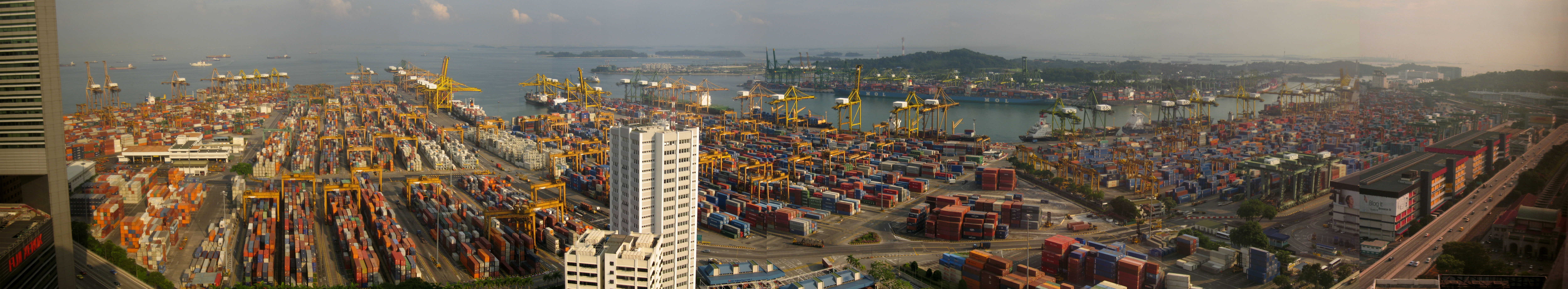
De haven met Sentosa op de achtergrond.

## Overslag data
De haven van Singapore is de op een na grootste haven ter wereld wat containeroverslag betreft, alleen de haven van Shanghai is groter. Omdat zoveel schepen de haven aandoen is het een belangrijke leverancier van bunkerolie voor de schepen.
| Jaar | Overslag (×miljoen ton) | Containers overslag (×1000 TEU) | Bunkerolie (×miljoen ton) |
| ---- | ----------------------- | ------------------------------- | ------------------------- |
| 1996 | 314                     | 12.900                          | 17                        |
| 2000 | 326                     | 17.100                          | 19                        |
| 2005 | 423                     | 23.200                          | 26                        |
| 2010 | 503                     | 28.400                          | 41                        |
| 2011 | 531                     | 29.938                          | 43                        |
| 2012 | 538                     | 31.649                          | 43                        |
| 2013 | 561                     | 32.579                          | 43                        |
| 2014 | 581                     | 33.869                          | 42                        |
| 2015 | 576                     | 30.922                          | 45                        |
| 2016 | 593                     | 30.904                          | 49                        |
| 2017 | 628                     | 33.667                          | 51                        |
| 2018 | 630                     | 36.599                          | 50                        |
| 2019 | 627                     | 37.196                          | 47                        |
| 2020 | 591                     | 36.871                          | 50                        |